# Live at Budokan (Dream Theater)
Live at Budokan è il quarto album dal vivo e quarto DVD del gruppo musicale statunitense Dream Theater, pubblicato il 5 ottobre 2004 dalla Atlantic Records.

## Descrizione
Contiene il concerto registrato il 26 aprile 2004 presso il Nippon Budokan di Tokyo, tappa del Train of Thought Tour. Tra le tracce contenute in questo disco è presente Instrumedley, un medley strumentale eseguito per la prima volta il 10 agosto 2002 a Los Angeles durante il World Tourbulence; si tratta dell'unico brano del gruppo a presentare nei crediti tutti i tre tastieristi (Kevin Moore, Derek Sherinian e Jordan Rudess) ed è costituito da otto strumentali: The Dance of Eternity (da Metropolis Pt. 2: Scenes from a Memory),  la sezione strumentale di Metropolis Pt. 1: The Miracle and the Sleeper (da Images and Words), Erotomania (da Awake), A Change of Seasons IV: The Darkest of Winters (da A Change of Seasons), When the Water Breaks (da Liquid Tension Experiment 2, album dei Liquid Tension Experiment), Ytse Jam (da When Dream and Day Unite), Paradigm Shift e Universal Mind (entrambe provenienti dall'album omonimo dei Liquid Tension Experiment) e Hell's Kitchen (da Falling into Infinity). Poco dopo la conclusione di Universal Mind, il gruppo esegue una breve citazione della Marcia dei gladiatori.
Durante la fase di missaggio del disco sono state rese necessarie alcune sovraincisioni per coprire degli errori. Nella versione multiangolo di Instrumedley il bassista John Myung commette un errore intorno al terzo minuto, mentre il batterista Mike Portnoy, durante il 55º minuto, lancia una bacchetta per aria senza prenderla in tempo, portando la bacchetta a rimbalzare sul rullante. Durante l'esecuzione di In the Name of God la frase "with a scepter and a gun" è stata sovraincisa successivamente con la versione in studio.
Il 18 ottobre 2011 la versione video di Live at Budokan è stata ripubblicata nel formato Blu-ray Disc dalla Eagle Rock Entertainment.

## Tracce

### CD
Disc One
1. As I Am – 7:25 (testo: John Petrucci – musica: John Myung, John Petrucci, Mike Portnoy, Jordan Rudess)
2. This Dying Soul – 11:44 (testo: Mike Portnoy – musica: John Myung, John Petrucci, Mike Portnoy, Jordan Rudess)
3. Beyond This Life – 19:37 (testo: John Petrucci – musica: Dream Theater)
4. Hollow Years – 9:18 (testo: John Petrucci – musica: Dream Theater)
5. War Inside My Head – 2:22 (testo: Mike Portnoy – musica: John Myung, John Petrucci, Mike Portnoy, Jordan Rudess)
6. The Test that Stumped Them All – 5:00 (testo: Mike Portnoy – musica: John Myung, John Petrucci, Mike Portnoy, Jordan Rudess)

Disc Two
1. Endless Sacrifice – 11:18 (testo: John Petrucci – musica: John Myung, John Petrucci, Mike Portnoy, Jordan Rudess)
2. Instrumedley – 12:15 (musica: John Myung, John Petrucci, Mike Portnoy, Jordan Rudess)
3. Trial of Tears – 13:49 (testo: John Myung – musica: Dream Theater)
4. New Millennium – 8:01 (testo: Mike Portnoy – musica: Dream Theater)
5. Keyboard Solo – 3:58 (musica: Jordan Rudess)
6. Only a Matter of Time – 7:21 (testo: Kevin Moore – musica: Dream Theater)

Disc Three
1. Goodnight Kiss – 6:16 (testo: Mike Portnoy – musica: John Myung, John Petrucci, Mike Portnoy, Jordan Rudess)
2. Solitary Shell – 5:58 (testo: John Petrucci – musica: John Myung, John Petrucci, Mike Portnoy, Jordan Rudess)
3. Stream of Consciousness – 10:54 (musica: John Myung, John Petrucci, Mike Portnoy, Jordan Rudess)
4. Disappear – 5:56 (testo: James LaBrie – musica: John Myung, John Petrucci, Mike Portnoy, Jordan Rudess)
5. Pull Me Under – 8:38 (testo: Kevin Moore – musica: Dream Theater)
6. In the Name of God – 15:49 (testo: John Petrucci – musica: John Myung, John Petrucci, Mike Portnoy, Jordan Rudess)

### DVD
Disc One
1. As I Am – 8:34 (testo: John Petrucci – musica: John Myung, John Petrucci, Mike Portnoy, Jordan Rudess)
2. This Dying Soul – 12:12 (testo: Mike Portnoy – musica: John Myung, John Petrucci, Mike Portnoy, Jordan Rudess)
3. Beyond This Life – 19:34 (testo: John Petrucci – musica: Dream Theater)
4. Hollow Years – 9:19 (testo: John Petrucci – musica: Dream Theater)
5. War Inside My Head – 2:30 (testo: Mike Portnoy – musica: John Myung, John Petrucci, Mike Portnoy, Jordan Rudess)
6. The Test That Stumped Them All – 4:53 (testo: Mike Portnoy – musica: John Myung, John Petrucci, Mike Portnoy, Jordan Rudess)
7. Endless Sacrifice – 11:20 (testo: John Petrucci – musica: John Myung, John Petrucci, Mike Portnoy, Jordan Rudess)
8. Instrumedley – 12:09 (musica: John Myung, John Petrucci, Mike Portnoy, Jordan Rudess)
9. Trial of Tears – 13:58 (testo: John Myung – musica: Dream Theater)
10. New Millennium – 7:59 (testo: Mike Portnoy – musica: Dream Theater)
11. Keyboard Solo – 3:59 (musica: Jordan Rudess)
12. Only a Matter of Time – 7:25 (testo: Kevin Moore – musica: Dream Theater)
13. Goodnight Kiss – 6:14 (testo: Mike Portnoy – musica: John Myung, John Petrucci, Mike Portnoy, Jordan Rudess)
14. Solitary Shell – 5:51 (testo: Mike Portnoy – musica: John Myung, John Petrucci, Mike Portnoy, Jordan Rudess)
15. Stream of Consciousness – 10:55 (musica: John Myung, John Petrucci, Mike Portnoy, Jordan Rudess)
16. Disappear – 5:55 (testo: James LaBrie – musica: John Myung, John Petrucci, Mike Portnoy, Jordan Rudess)
17. Pull Me Under – 9:00 (testo: Kevin Moore – musica: Dream Theater)
18. In the Name of God – 17:36 (testo: John Petrucci – musica: John Myung, John Petrucci, Mike Portnoy, Jordan Rudess)

Disc Two (Bonus Material)
1. Riding the Train of Thought (Japanese Tour Documentary) – 29:46
2. John Petrucci Guitar World – 6:27
3. Jordan Rudess Keyboard World – 6:43
4. Mike Portnoy Drum Solo – 12:08
5. The Dream Theater Chronicles (2004 Tour Opening Video) – 5:43
6. Instrumedley (Multiangle Bonus) – 12:03

## Formazione
- James LaBrie – voce, percussioni
- John Petrucci – chitarra, cori
- John Myung – basso, Chapman Stick
- Jordan Rudess – tastiera
- Mike Portnoy – batteria, cori